# 昇柏山
昇柏山（英語：The Rise），是位處於香港新界荃灣油麻磡路63號的住宅，前身為汽巴精化廠房，由長江實業發展，由俊和集團承建，物業樓高42層，分為兩座，共提供402個單位，於2015年3月入伙，同時為第一個根據一手住宅物業銷售條例作銷售的屋苑。

## 住宅
昇柏山位於荃灣國瑞路及油麻磡路，現時附近大型住宅項目只有縉庭山，其餘附近為一些村屋，例如大白田村、油麻磡村。昇柏山附近一帶為工廠大廈，鄰近的建築物主要是有新豐中心、城市工業中心、其士冷藏倉庫、美達中心等，其他生活配套就需要依賴8分鐘步程的光輝圍一帶，較為不便。
昇柏山共設42層，提供239個兩房單位及156個三房連套房單位，兩類單位的實用率約76%，項目另設12伙特色戶。分層513至748平方呎、特色1,324平方呎(連79呎平台及523呎花園)、平台747至748平方呎(連286至315呎平台)。2房2廳、3房2廳（連套房）及儲物室；特色單位4房2廳（連套房）及儲物室；平台3房2廳（連套房）及儲物室。車位共有80個（住客：67、訪客：5、電單車：8）

## 設施
會所位於基座首4層，面積達26,196平方呎，提供20多項樂設施。包括約27米長的戶外泳池「星河幻彩泳池」、水療中心「水漾芙蓉坊」、宴會廳「星之盛宴」、健身室「星翡翠健身國」、燒烤場、桌球室、Band房及私人影院「360°動感世界」等，可滿足不同住戶的需要。其中為小朋友而設的「星夢童話國」以北歐森林原野為主題，提供室內空間予小朋友遊玩，「反斗歷奇童盟」設於花園平台層，設有玩樂設施，如滑梯及搖搖蟲，但空間感非常有限。

## 管理公司
該屋苑落成初期，發展商旗下的港基物業管理為該屋苑的公契經理人（DMC Manager）。隨著該屋苑的業主立案法團在2015年9月的業主大會獲得高票支持下成立，於2017年7月的業主大會通過撤換公契經理人，改由置邦物業管理以合約經理人身份管理，於同年10月3日起正式生效。務求讓管理服務合約能夠作公開公平招標競爭，將管理公司酬金及總部行政費大幅度減低。而不用再繼續按照大廈公契規定不論居民是否滿意公契經理人服務表現，將硬性規定收取屋苑總開支之10%作為酬金。另外，再額外於管理費收入當中收取3%作為其總部行政費，讓業主真正受惠。不過有意見認為此乃管理費霸權，變相鼓勵管理公司增大不必要開支，對小業主不公平。

## 相關報道
2013年8月26日《蘋果日報》報道，昇柏山於示範單位裝修涉嫌掩飾間隔上的缺點，做法令單位顯得更寬敞實用。

## 外部連結
官方网站